# Selfish Hearts
Selfish Hearts è un singolo del cantante statunitense Billy Howerdel, pubblicato il 27 maggio 2022 come quarto estratto dal primo album in studio What Normal Was.

## Descrizione
Dalle sonorità synth pop, Howerdel l'ha definita come la traccia d'apertura perfetta per il disco:

## Tracce
Testi e musiche di William Howerdel.
1. Selfish Hearts – 2:51

Tracce bonus nell'edizione di Spotify
1. Beautiful Mistake – 5:12
2. Free and Weightless – 3:42
3. Poison Flowers – 5:32

## Formazione
Hanno partecipato alle registrazioni, secondo le note di copertina di What Normal Was:
Musicisti
- Billy Howerdel – voce, chitarra, basso, programmazione, tastiera
- Josh Freese – batteria
- Scott Kirkland – programmazione aggiuntiva

Produzione
- Billy Howerdel – produzione, ingegneria del suono
- Danny Lohner – produzione
- Smiley Sean – ingegneria del suono aggiuntiva
- Justin McGrath – montaggio digitale
- Matty Green – missaggio
- Joe LaPorta – mastering